# إيمي هارجريفز
إيمي هارجريفز (بالإنجليزية: Amy Hargreaves)‏ هي ممثلة أمريكية، ولدت في 27 يناير 1970 بروكفيل سنتر في الولايات المتحدة.

## أعمال

### أفلام
- (2007) مايكل كلايتون[5]
- (2011) عار[6][7]
- (2013) خراب أزرق[8]

### مسلسلات
- الإبتدائية[9][10][11]
- بيرسون أوف إنترست
- ثلاثة عشر سببا

## وصلات خارجية
- إيمي هارجريفز على موقع IMDb (الإنجليزية)
- إيمي هارجريفز على موقع قاعدة بيانات الأفلام العربية
- إيمي هارجريفز على موقع ألو سيني (الفرنسية)
- إيمي هارجريفز على موقع ميوزك برينز (الإنجليزية)
- إيمي هارجريفز على موقع أول موفي (الإنجليزية)
- إيمي هارجريفز على موقع قاعدة بيانات الأفلام السويدية (السويدية)
- إيمي هارجريفز على موقع قاعدة بيانات الفيلم (الإنجليزية)
- إيمي هارجريفز على موقع كينوبويسك (الروسية)